# Garra ghorensis
Garra ghorensis är en fiskart som beskrevs av Friedhelm Krupp 1982. Garra ghorensis ingår i släktet Garra och familjen karpfiskar. IUCN kategoriserar arten globalt som akut hotad. Inga underarter finns listade i Catalogue of Life.